# مفاعل الماء المعتدل
مفاعل الماء المعتدل(بالإنجليزية:  Reduced moderation water reactor)‏ هو نوع مقترح من مفاعل الطاقة النووية الخفيف الخاضع للضوء والذي يتميز ببعض خصائص مفاعل نيوتروني سريع وبالتالي يجمع بين تقنية الضوء الثابتة ومفاعلات المياه.
يعتمد مفهوم مفاعل الماء المعتدل على مفاعل الماء المغلي المتقدم وهو قيد التطوير النشط في الدراسات النظرية خاصة في اليابان. وتشارك هيتاشي ووكالة الطاقة الذرية اليابانية في الأبحاث.